# Pseudopsilopteryx zimmeri
Pseudopsilopteryx zimmeri är en nattsländeart som först beskrevs av Mclachlan 1876.  Pseudopsilopteryx zimmeri ingår i släktet Pseudopsilopteryx och familjen husmasknattsländor. Inga underarter finns listade i Catalogue of Life.